# Stara Gradiška
Stara Gradiška – wieś w północno-wschodniej Chorwacji, w żupanii brodzko-posawskiej, siedziba gminy Stara Gradiška. Jest położona na lewym brzegu rzeki Sawy na granicy z Bośnią i Hercegowiną. W 2011 roku liczyła 327 mieszkańców.
W 1787 dowódcą austriackiej twierdzy został generał-major Mihály Lajos Jeney, kartograf i autor podręcznika taktyki „Partyzant, czyli sztuka prowadzenia pomyślnie woyny podjazdowey...” (polskie wydanie 1770, I wydanie francuskie 1757).
W 2001 roku gmina liczyła 1717 mieszkańców z czego 542 w samej miejscowości.
W czasach II wojny światowej znajdowała się tu filia (podobóz żeński) obozu koncentracyjnego Jasenovac. Po drugiej wojnie światowej powstało tu cieszące się złą sławą więzienie, które zlikwidowano w 1990 roku. Obecnie w Starej Gradišce znajduje się jedno z najbardziej uczęszczanych przejść granicznych pomiędzy Chorwacją a Bośnią i Hercegowiną.
Ciekawostka – w gminie Stara Gradiška działa folklorystyczny zespół regionalny Posavina, który w 2006 roku występował na XII Międzynarodowym Festiwalu Folkloru Dni Kultury Kaszubskiej w Brusach.

## Obóz koncentracyjny Stara Gradiška
Obóz w Starej Gradišce powstał w 1941 roku jako piąty podobóz obozu koncentracyjnego w Jasenovacu. Przeznaczony był głównie dla serbskich, cygańskich i żydowskich kobiet i dzieci. Strażnikami obozowymi byli Niemcy i pewna liczba ustaszowskich strażniczek. Strażniczki obozowe, które znane były w całym obozie z okrucieństwa, rekrutowano wyłącznie spośród sióstr i żon strażników głównego obozu w Jasenovacu.
Więźniowie byli tu mordowani na wiele sposobów: rozstrzeliwani, zabijani nożami i drewnianymi młotkami. W późniejszym okresie także gazowani, początkowo przy użyciu dwutlenku siarki, a później cyklonu B.
W wyniku prowadzonej przez ustaszów eksterminacji zamordowanych zostało tu około 50 000, a według źródeł serbskich nawet do 75 000 ludzi. Obóz został wyzwolony w kwietniu 1945 przez Armię Czerwoną.